# Bolewice (województwo wielkopolskie)
Bolewice – wieś w Polsce położona w województwie wielkopolskim, w powiecie nowotomyskim, w gminie Miedzichowo.

## Historia
Wieś wymieniana po raz pierwszy w 1257 roku w dokumencie księcia Przemysła I, który był wydany ówczesnym właścicielom wsi — zakonowi cystersów z Paradyża.
W okresie Wielkiego Księstwa Poznańskiego (1815-1848) miejscowość wzmiankowana jako Bolewice należała do wsi większych w ówczesnym powiecie bukowskim, który dzielił się na cztery okręgi (bukowski, grodziski, lutomyślski oraz lwowkowski). Bolewice należały do okręgu lwowkowskiego i stanowiły część majątku Lwówek Zamek (niem. Neustadt), którego właścicielem był wówczas (1837) Antoni Łącki. W skład rozległego majątku Lwówek Zamek wchodziło łącznie 36 wsi. Według spisu urzędowego z 1837 roku Bolewice liczyły 680 mieszkańców i 53 dymy (domostwa).
W latach 1954–1971 wieś należała i była siedzibą władz gromady Bolewice, po jej zniesieniu w gromadzie Nowy Tomyśl. W latach 1975–1998 miejscowość administracyjnie należała do województwa gorzowskiego.

## Urodzeni w Bolewicach
- Apolinary Kurowski – uczestnik powstania wielkopolskiego i powstania styczniowego[5].

## Obiekty do zwiedzania
We wsi na uwagę zasługuje: 
- kościół parafialny pw. Chrystusa Króla wzniesiony w latach 1933–1936 według projektu Mariana Andrzejewskiego[3]
- budynek nadleśnictwa
- pozostałości po parku dworskim
- zabytkowy krzyż z ludową figurą Chrystusa przy drodze do Miedzichowa
- SLR Bolewice firmy EmiTel
- wiklinowa brama w centrum wsi, podobna do zabytkowej bramy parkowej